# Eleanor Antin
Eleanor Antin, de nacimiento Fineman, (El Bronx, 27 de febrero de 1935) es una artista de performance, cineasta, artista de instalaciones, artista conceptual y feminista estadounidense. 

## Infancia y educación
Fineman nació en el barrio del Bronx el 27 de febrero de 1935. Sus padres, Sol Fineman y Jeanette Efron, eran judíos polacos que habían emigrado a los Estados Unidos. Estudió en la Escuela de Música y Arte de Nueva York, y en las universidades The New School, y City College de Nueva York, donde se graduó en 1958.
Allí conoció a David Antin, poeta que se convirtió en su marido en 1961. Estudió actuación y tuvo algunos papeles, incluida la participación en una lectura teatralizada con el poeta Ossie Davis en la primera convención de la National Association for the Advancement of Colored People (NAACP). Ella y su esposo se mudaron a San Diego en 1968.
Enseñó en la Universidad de California en Irvine de 1974 a 1979, y desde 1979 fue profesora de artes visuales en la Universidad de California en San Diego.

## Trayectoria
Cuando inició su carrera artística en Nueva York, comenzó como pintora y luego se dedicó a hacer montajes, pero a partir de la década de 1960 empezó a hacer proyectos conceptuales que se convertirían en su centro de interés. El primero fue Blood of a Poet Box (1965-1968), en el que tomó muestras de sangre de poetas y las colocó en portaobjetos. La obra, que se inspiró en la película Blood of a Poet de Jean Cocteau, finalmente tuvo 100 muestras, incluida la sangre de Allen Ginsberg y Lawrence Ferlinghetti. Dicha obra se encuentra en la colección de la Tate Modern. 
En 1969, creó el retrato Molly Barnes, a partir de "una exuberante alfombra de baño color lavanda, una ruidosa maquinilla de afeitar eléctrica Lady Schick, una mancha de talco derramado y una salpicadura de píldoras rosadas y amarillas". Molly Barnes fue solo una de una serie creada por Antin de "retratos semánticos de personas, a veces reales, a veces ficticias, [hechas] a partir de configuraciones de bienes de consumo nuevos".
100 Boots es la obra conceptual más conocida de Antin. En este proyecto, instaló 100 botas en varias configuraciones y entornos, las fotografió y creó 51 postales de las imágenes que se enviaron por correo a cientos de destinatarios en todo el mundo entre 1971 y 1973. 100 Boots dependía de los destinatarios para recordar y construir las aventuras de las botas, ya que las postales se enviaban en intervalos que iban de 3 días a 5 semanas "dependiendo de lo que [Antin] tomó como las 'necesidades internas' de la narrativa." Documentó las botas en un diario fotográfico picaresco simulado, comenzando en el Océano Pacífico y terminando en la ciudad de Nueva York, donde se presentó su viaje en una exposición en el MoMA.
En una famosa obra de performance de 1972, Carving: A Traditional Sculpture, Antin fotografió su cuerpo desnudo en 148 etapas sucesivas durante un mes de dieta intensiva. La obra sombría, casi clásica, es un elemento básico del arte feminista temprano, según la crítica de arte del periódico New York Times, Karen Rosenberg.
En The Eight Temptations, 1972, Antin posó con fingidos gestos histriónicos, resistiendo la tentación de comer tentempiés que violarían su dieta. En las décadas de 1970 y 1980, creó varios videos en los que interpretó personajes inventados, incluido un rey de estilo isabelino, una bailarina de la era romántica, una estrella de cine negra contemporánea llamada Eleanora Antinova y Eleanor Nightingale, un personaje que es una combinación de Florence Nightingale y la propia artista. 
En 1974, Antin describió estas suplantaciones como parte de su interés general en la naturaleza transformadora del yo: "Estaba interesada en definir los límites de mí misma. Considero las ayudas habituales para la autodefinición (sexo, edad, talento, tiempo y espacio) como limitaciones tiránicas a mi libertad de elección".
Desde los años 70 hasta los 90, encarnó múltiples alter ego en un proyecto que llamó "Selves" que implementó a través de varias formas de arte. Este proyecto abarcó cuatro videos: The King (1972), The Ballerina and the Bum (1974), The Adventures of a Nurse (1976) y From the Archives of Modern Art (1987).
Posteriormente, Antin completó dos series fotográficas a gran escala inspiradas en la historia y la mitología romanas: Los últimos días de Pompeya, 2002, y Alegorías romanas, 2005. Su trabajo fue perfilado en la segunda temporada de la serie Art:21 de la cadena de televisi PBS.
Tuvo docenas de exposiciones individuales y ha estado presente en innumerables exposiciones colectivas, incluso en el Museo Hirshhorn y Jardín de Esculturas, el Museo de Arte Contemporáneo de Los Ángeles, la Kunsthalle Wien y documenta 12 en Kassel. Su trabajo se encuentra en las colecciones permanentes del Instituto de Arte de Chicago, el Museo Whitney de Arte Estadounidense, el MoMA, el Museo Judío de Nueva York y el Museo de Arte Moderno de San Francisco, entre otros.
Su trabajo se ocupa principalmente de cuestiones de identidad y el papel de la mujer en la sociedad. "Estaba decidida a presentar a las mujeres sin patetismo ni impotencia", escribió en su declaración como artista feminista para el Museo de Brooklyn.
En una entrevista de 2009, Antin describió su camino para convertirse en artista: "Cuando era niña, no sabía qué tipo de artista era. Sabía que era artista, simplemente no sabía si era actriz, no sabía si era escritora, ni siquiera sabía si era pintora. Tuve la suerte de crecer como artista en una época en la que todas las barreras se estaban derrumbando. Fue una época de invención y descubrimiento. Tuve suerte." 
En 2013 publicó una novela autobiográfica, Conversaciones con Stalin, sobre "la lucha de una joven para salir de su loca familia disfuncional de inmigrantes judíos estalinistas de primera generación", y "su búsqueda desesperada, entrañable, a menudo hilarante, del arte, la autodeterminación, revolución y sexo, instigado por un amable Stalin que da extraños consejos". 
Su imagen está incluida en el icónico cartel de 1972 Some Living American Women Artists de Mary Beth Edelson.

## Exposiciones individuales
- "100 Boots" en MoMA, 1973, Nueva York, Nueva York.
- "Eleanor Antin, RN (Escape from the Tower, It's Still the Same Old Story)" en Clocktower, 1976, Nueva York, Nueva York.
- "The Ballerina" en el Whitney Museum of American Art, 1978, Nueva York, Nueva York.
- "Eleanor Antin" en Marianne Deson Gallery, 15 de junio a julio de 1979. Chicago, Illinois.[14]
- "Ángel de la Misericordia" en Los Angeles Institute of Contemporary Art, 1981, Los Ángeles, California.
- "El hombre sin mundo" en San Diego Museum of Contemporary Art, 1991, La Jolla, California.
- "Eleanor Antin Retrospective" en Los Angeles County Museum of Art, del 23 de mayo al 30 de agosto de 1999, Los Ángeles, California.
- "Multiple Occupancy: Eleanor Antin's 'Selves" en la galería de arte Wallach de la Universidad de Columbia, del 4 de septiembre al 7 de diciembre de 2013, Nueva York, Nueva York.[8]

## Exposiciones colectivas
- " ¡WACK! Art and the Feminist Revolution " en el Geffen Contemporary en el Museum of Contemporary Art en Los Angeles (MOCA), del 4 de marzo al 16 de julio de 2007, Los Ángeles, California[15]
- "Elles@CentrePompidou: Mujeres artistas en la colección del Museo Nacional de Arte Moderno" en el Centro Pompidou, 23 de marzo al 23 de mayo de 2010, París, Francia.
- "State of Mind: New California Art Circa 1970", " Pacific Standard Time " en el Getty Center, del 1 de octubre de 2011 al 5 de febrero de 2012, Los Ángeles, California y Bronx Museum of Art, del 23 de junio al 8 de septiembre de 2013, Bronx, Nueva York.[16]
- "Light Years: Conceptual Art and the Photograph, 1954-1977" en el Art Institute of Chicago, 10 de diciembre de 2011 - 11 de marzo de 2012, Chicago, Illinois.
- "Correspondances" en el Espace Culturel Louis Vuitton, del 1 de febrero al 5 de mayo de 2013, París, Francia.

## Reconocimientos
- 1997: Beca Guggenheim
- 1998: Premio de National Foundation for Jewish Culture Media Award
- 2003: International Association of Art Critics, Mejor Exposición de Galería por "The Last Days of Pompeii"